# Stanisław Sędzik
Stanisław Tadeusz Sędzik (ur. 17 grudnia 1908 w Tłustem, zm. 4 kwietnia 2006 w Kettering) – porucznik Wojska Polskiego, major pilot Polskich Sił Zbrojnych, kawaler Virtuti Militari.

## Życiorys
Syn Franciszka Sędzika, emigranta z Białej Niżnej. Studiował na Politechnice Lwowskiej, w 1934 r. został wybrany na stanowisko wiceprezesa, a w 1935 na prezesa Bratniej Pomocy Studentów PL. W 1935 r. został mianowany podporucznikiem rezerwy ze starszeństwem od 1 stycznia 1934 i 37. lokatą w korpusie oficerów aeronautyki. Jako oficer rezerwy działał w lotnictwie sportowym, w Szkole Pilotów LOPP im. gen. Tadeusza Kasprzyckiego w Stanisławowie w roku 1937 r. pełnił funkcję instruktora. W 1938 r. w VIII Krajowych Zawodach Lotniczych był członkiem naziemnej ekipy Aeroklubu Lwowskiego. Na stopień porucznika rezerwy został awansowany ze starszeństwem 1 stycznia 1938 i 16. lokatą w korpusie oficerów lotnictwa. 
Po wybuchu II wojny światowej znalazł się na terenach okupowanych przez Związek Radziecki. Udało mu się przedostać do Wielkiej Brytanii, gdzie wstąpił do Polskich Sił Powietrznych. Otrzymał numer służbowy RAF P-0497. Przeszedł przeszkolenie na sprzęcie brytyjskim i został przydzielony do służby dywizjonie 301 jako pilot.
Następnie służył w dywizjonie 300, 5 maja 1941 wziął udział w nalocie na Mannheim. W nocy z 11 na 12 czerwca 1941 r., pilotował Wellingotna Mk. IC (BH-H, nr W5666). Załoga, po starcie z bazy RAF Swinderby, brała udział w nalocie na Düsseldorf. W trakcie lotu powrotnego uszkodzona ogniem artylerii przeciwlotniczej maszyna wodowała na Morzu Północnym w rejonie holenderskiej wyspy Texel. Do dinghy dotarła cała załoga, następnego dnia zostali podjęci przez niemiecką latającą łódź ratunkową. Stanisław Sędzik, Walerian Sojka, Józef Kruk-Szuster, Wacław Weinberg i Ludwik Maciej trafili do niewoli, nawigator Zygmunt Chowański zmarł w szpitalu. 
Stanisław Sędzik przebywał w Stalagu Luft III. Po wyzwoleniu nie zdecydował się na powrót do Polski, pozostał na emigracji. Zmarł 4 kwietnia 2006 r. w Kettering, jego prochy złożono w rodzinnym grobowcu w Grybowie.

## Ordery i odznaczenia
Za swą służbę otrzymał odznaczenia:
- Krzyż Srebrny Virtuti Militari nr 9132,
- Krzyż Walecznych trzykrotnie,
- Medal Lotniczy[9].